# XMMXCS 2215-1738
XMMXCS 2215-1738 è un ammasso di galassie che dista 10 miliardi di anni luce dalla terra e ha un valore di red shift di z=1,45. È stato scoperto nel 2006 dal XMM Cluster Survey.

## Caratteristiche
Scoperto nel 2006, XMMXCS 2215-1738 è uno degli ammassi di galassie più distanti che si conoscano. È avvolto da gas intergalattico che ha una temperatura di 10 milioni di gradi. La sua massa è stimata in 500 trilioni di masse solari. Questo ammasso è stato scoperto e studiato grazie al XMM-Newton e al Keck Telescope. È sorprendentemente vasto e si è evoluto in ammasso quando l'universo aveva un'età di soli 3 miliardi di anni.
XMMXCS 2215-1738 contiene centinaia di galassie rossastre circondate da gas che emettono raggi X. Come accennato si presume che abbia una massa 500 trilioni di volte la massa del Sole, in gran parte costituita da materia oscura.
(Adam Stanford, research scientist at UC Davis and the Lawrence Livermore National Laboratory.)
In molte citazioni l'ammasso è chiamato XMMXCS 2215-1734 e talora con entrambe le denominazioni. Non è noto il motivo di tale apparente contraddizione. Comunque, XMMXCS 2215-1738 sembra essere la denominazione più accurata.